# 에콰도르 U-15 축구 국가대표팀
에콰도르 U-15 축구 국가대표팀(스페인어: selección de fútbol sub-15 de Ecuador)은 에콰도르를 대표하는 15세 이하의 축구 국가대표팀으로, 에콰도르의 축구 관리 기관인 에콰도르 축구 연맹의 관리를 받는다. 해당 대표팀은 CONMEBOL U-15 축구 선수권 대회와 같은 대회 준비를 위해 주로 소집된다. CONMEBOL U-15 축구 선수권 대회에 총 8번 출전했으며, 2009년에 3위를 기록했다.